# أوغوستن رومان
أوغوستن رومان هو عالم عقيدة كوبي، ولد في 5 مايو 1928 في San Antonio de los Baños ‏ في كوبا، وتوفي في 11 أبريل 2012 في ميامي في الولايات المتحدة بسبب نوبة قلبية.